# Кончезио
Кончезио (итал. Concesio) насеље је у Италији у округу Бреша, региону Ломбардија.
Према процени из 2011. у насељу је живело 11262 становника. Насеље се налази на надморској висини од 213 м.

## Становништво
| 1951. | 1961. | 1971. | 1981.  | 1991.  | 2001.  | 2011.  |
| ----- | ----- | ----- | ------ | ------ | ------ | ------ |
| 7.057 | 7.595 | 1.871 | 12.182 | 12.280 | 12.827 | 14.813 |